# Jan Daniel Kapr z Kaprštejna

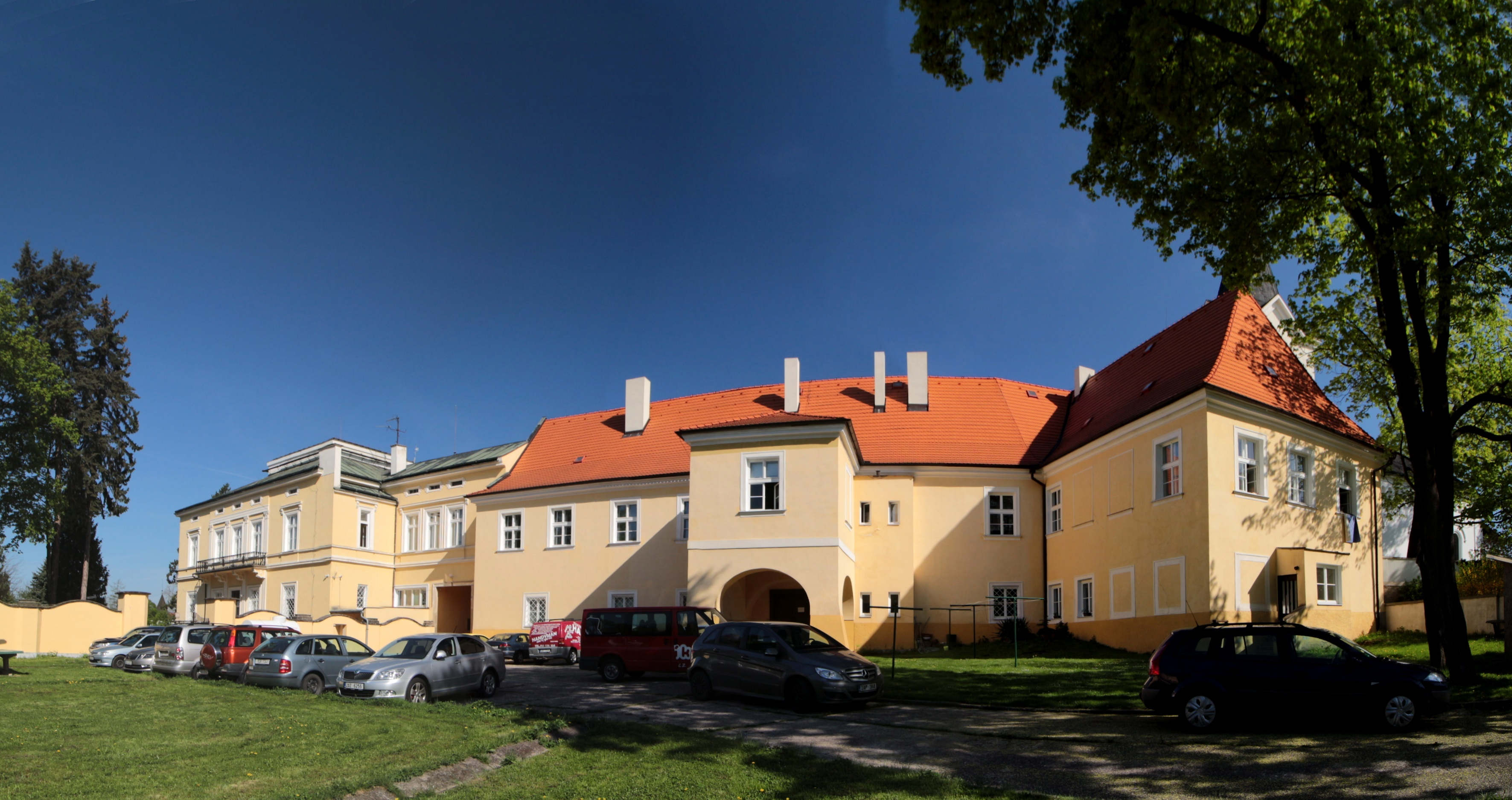
Zámek Dolní Počernice

Jan Daniel Kapr z Kaprštejna († 13. listopadu 1625 u Hrdlořez) byl český šlechtic z rodu Kaprů z Kaprštejna, císařský rada a místosudí apelačního soudu.

## Život
Oženil se (proti vůli nevěsty) s mladičkou a krásnou slečnou Annou Marií z Greifenfelsu. Ta byla vnučkou Jana Piláta Rakovnického z Jenštejna.
Po bitvě na Bílé hoře v roce 1620 jako soudní rada předsedal soudnímu procesu s účastníky stavovského povstání v roce 1621. Zároveň také skupoval levně zkonfiskované majetky, za což byl u české šlechty u veliké nenávisti. V letech 1622-1625 vlastnil Chvaly, o které později pro dluhy přišel. V roce 1622 dále také koupil statky Dubeč, Běchovice, Měcholupy a Kyje. Na Malostranském náměstí v Praze koupil zkonfiskovaný rohový dům s lékárnou. V letech 1620 až 1625 vlastnil také Dolní Počernice.
Dne 13. listopadu 1625 byl vylákán svou manželkou, aby za ní přijel do Dolních Počernic, ale v lese u Hrdlořez na něj čekal její milenec Adam Zapský ze Zap. Ten Jana Kapra, který jel v lehkém kočáru, zastřelil. Pohřben byl v rodové hrobce v Duchcově.
Manželka Anna Marie a její milenec Adam Zapský ze Záp byli později v roce 1626 za tento čin popraveni.